# Idos

Skillnaden mellan D- och L-idos

Idos är en hexos, en monosackarid med sex kolatomer i en kedja. Den har molekylformeln C6H12O6 och molmassan 180,156 g/mol. Den är inte känd i naturen, men den motsvarande uronsyran, iduronsyra, förekommer.